# Чауна, Лум
Лум Чауна (фр. Loum Tchaouna; родился 8 сентября 2003, Нджамена, Чад) — французский футболист, нападающий английского клуба «Бернли».

## Клубная карьера
Уроженец Нджамены (Чад), Чауна выступал за молодёжные команды французских клубов «Кроненбург», «Шильтигайм», «Страсбур» и «Ренн». 26 сентября 2021 года дебютировал в основном составе «Ренна» в матче французской Лиги 1 против «Бордо», выйдя на замену Гаэтану Лаборду.
В августе 2022 года Чауна был арендован клубом «Дижон». 2 сентября в матче против «Бастии» он дебютировал за новый клуб. В конце лета 2023 года подписал контракт с клубом «Салернитана». 3 сентября в матче против «Лечче» он дебютировал в Серии A.
1 июля 2024 года перешёл в клуб «Лацио».
2 июля 2025 года перешёл в английский клуб «Бернли», подписав пятилетний контракт.

## Карьера в сборной
Выступал за сборные Франции до 16, до 17, до 19, до 20 лет и до 21 года.